# Danh sách thành phố Sudan

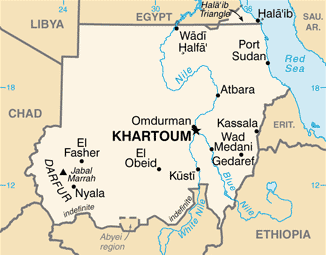
Bản đồ Sudan

Bài viết này chi ra danh sách các thành phố và thị trấn ở Sudan. Ước tính dân số ở năm 2006, điều tra dân số quốc gia gần đây nhất là năm 1993.

## Danh sách

### Thành phố lớn
Bản mẫu:Largest cities of Sudan

### Danh sách theo bảng chữ cái

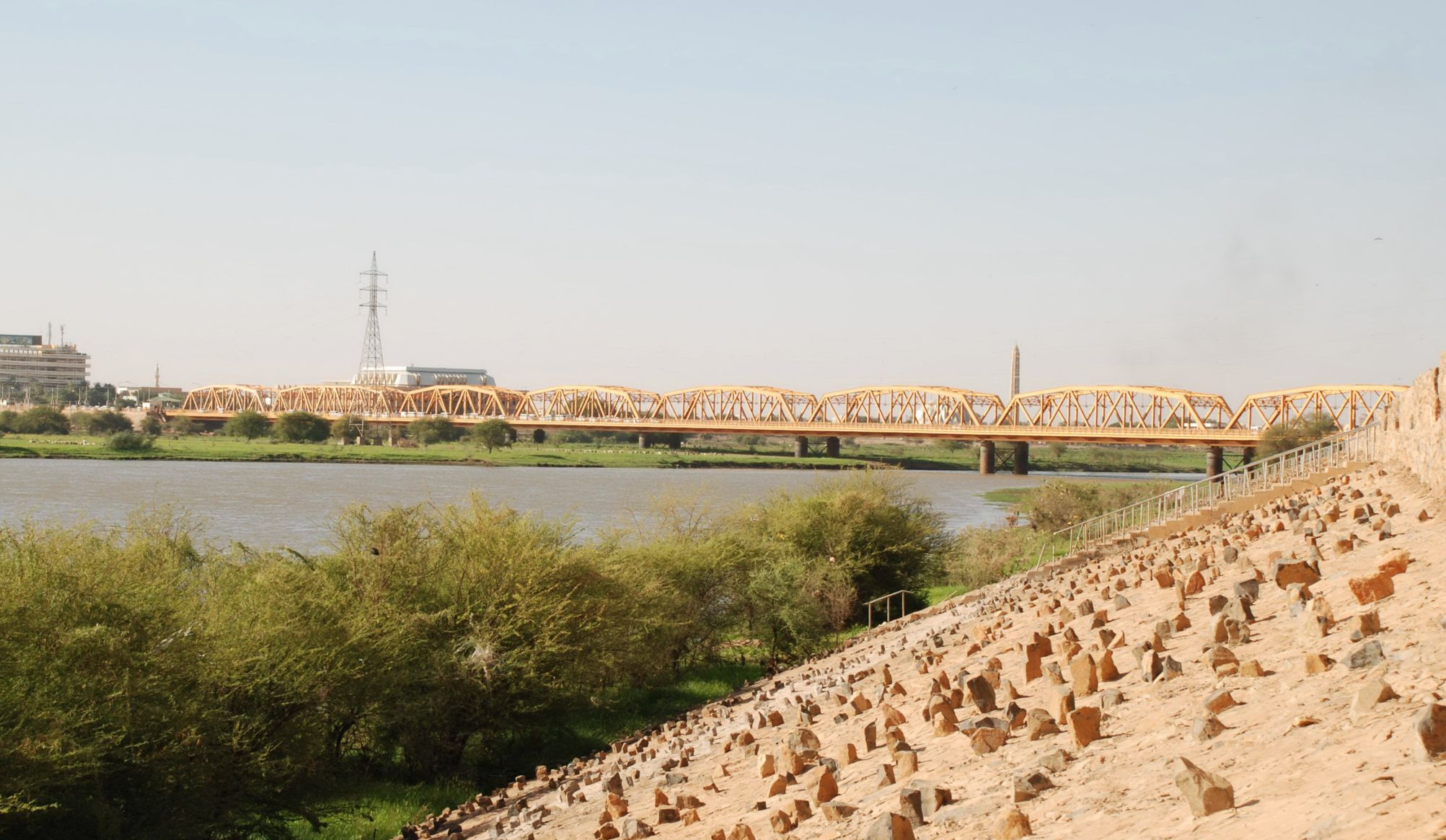
Omdurman, thành phố đông dân thứ hai

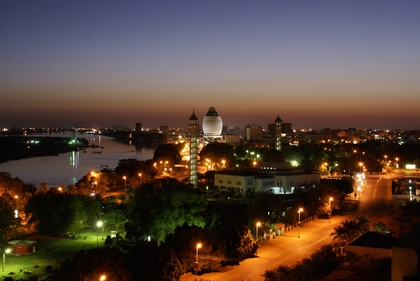
Khartoum, thủ đô Sudan.

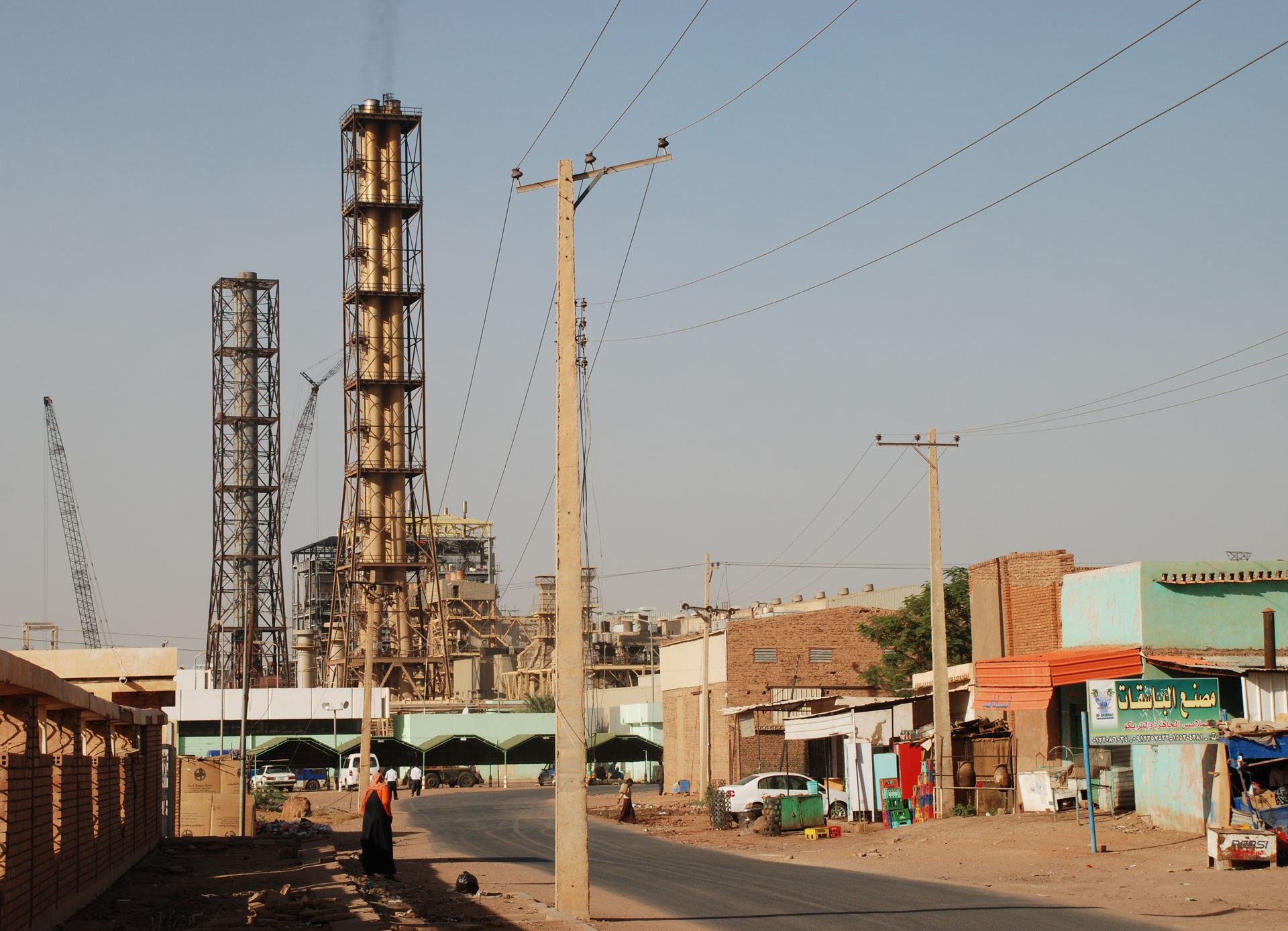
Khartoum Bahri

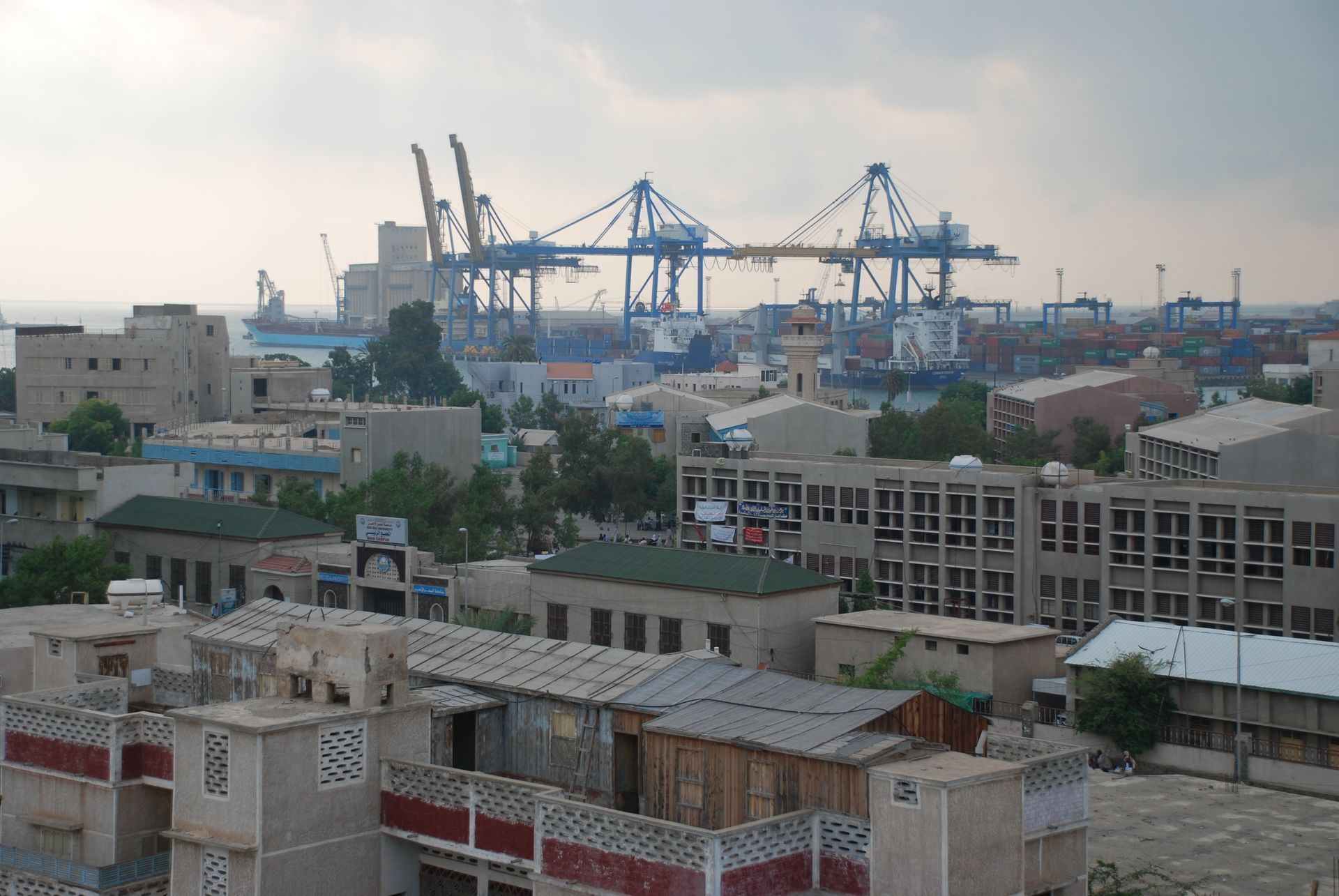
Port Sudan, thành phố cảng biển lớn

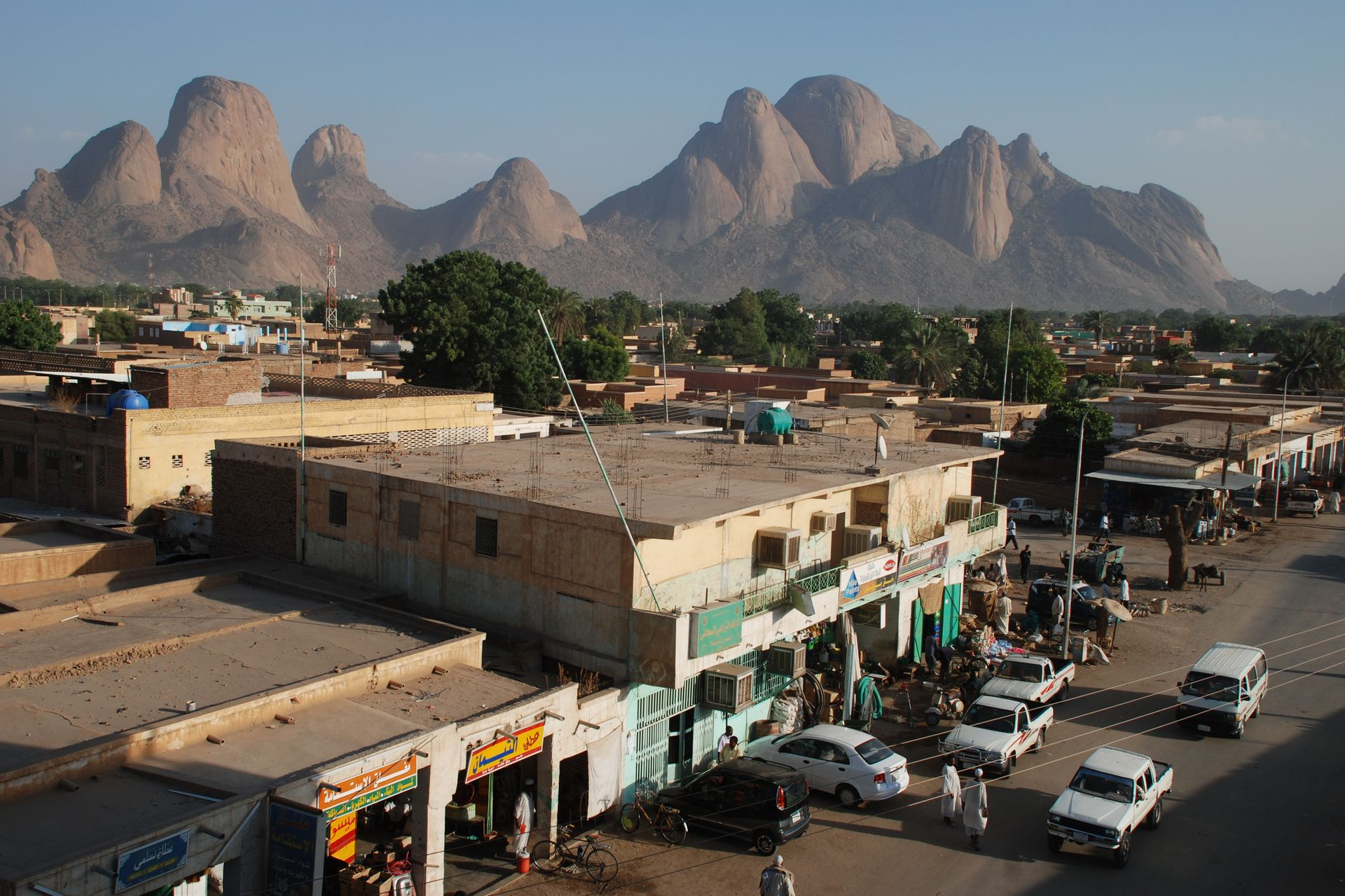
Kassala

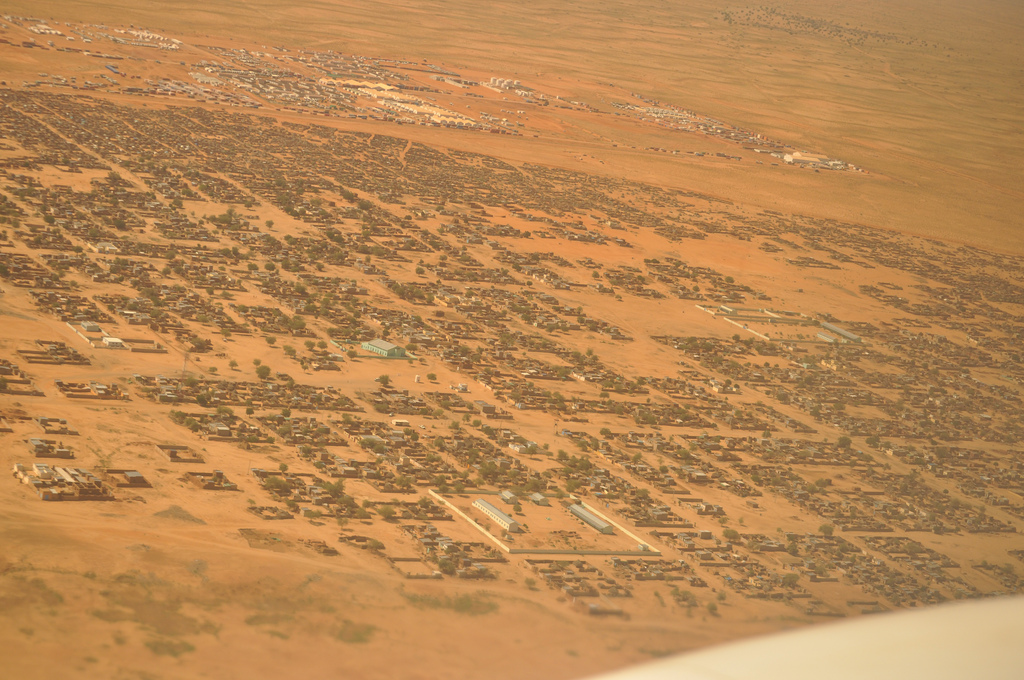
Al-Fashir

- Abekr
- Abyei
- Al Fashir
- Al Managil
- Al Qadarif
- Al-Ubayyid
- Atbara
- Babanusa
- Berber
- Buwaidhaa
- Delgo
- Dongola
- Ad-Damazin
- Ed Dueim
- El Ait
- El Gebir
- En Nahud
- Er Rahad
- Geneina
- Hala'ib
- `Iyāl Bakhīt
- Kaduqli
- Kassala
- Khartoum - Thủ đô
- Khartoum North hay Bahri
- Kusti hay Kosti
- Merowe
- Muglad
- Nebelat el Hagana
- New Halfa hay Halfa Aljadeda
- Nyala
- Omdurman
- Port Sudan hay Bur Sudan
- Rabak
- Ruaba hay Umm Rawaba
- Sennar hay Sannar
- Shendi hay Shandi
- Sindscha
- Singa
- Suakin
- Tabat hay Al Shaikh Abdulmahmood
- Taiyara
- Tonj
- Wad Banda
- Wad Madani hay Wad Medani
- Wadi Halfa
- Umm Badr
- Umm Bel
- Umm Dam
- Umm Debbi
- Umm Gafala
- Umm Keddada
- Umm Qantur
- Um Rawaba
- Umm Saiyala
- Umm Shanqa